# Сборная США по футболу
Сборная США по футболу (англ. United States men's national soccer team) — команда, представляющая Соединённые Штаты Америки в международных матчах и турнирах по футболу.
США — одна из сильнейших сборных в регионе КОНКАКАФ, 7-кратные обладатели Золотого кубка КОНКАКАФ, уступающие по количеству титулов только Мексике, у которой 10 побед в региональном турнире. Наивысшим достижением команды является бронза на чемпионате мира 1930.

## История
Сборная США стояла у истоков футбола в Северной Америке. Первый матч на уровне сборных на этом континенте прошёл с её участием, это было 28 ноября 1885 года в городе Ньюарк (штат Нью-Джерси); в той игре со счётом 1:0 победили соперники США, канадцы. Через год, 25 ноября 1886 года, там же прошёл второй на континенте матч сборных, с участием этих же соперников. Американцы взяли реванш, победив 3:2.
Следующей вехой стал олимпийский футбольный турнир в Сент-Луисе. В том турнире играли всего три команды. Одна из них, Galt F.C. (канадский любительский клуб из провинции Онтарио), выступала в качестве представителя Канады, две других, команда Колледжа христианских братьев и команда St. Rose Parish (она же St. Rose of St. Louis), представляли США, обе были из Сент-Луиса. Футбол в мире (если не брать Англию) делал в то время первые шаги, и неудивительно, что никто из европейских стран не прислал на турнир своих представителей. В первых двух матчах турнира канадцы разгромили сначала Christian Brothers College (7:0), затем St. Rose Parish (4:0) и стали чемпионами. Затем предстояло выяснить, кто же из американцев сильнее. Первый их матч меж собою завершился вничью 0:0, во втором команда Christian Brothers College победила 2:0. Таким образом, американские команды заняли второе и третье места. Изначально медали на том турнире не вручались, но были вручены МОК позднее; так и получилось, что в зачёт сборной США пошли сразу две медали.

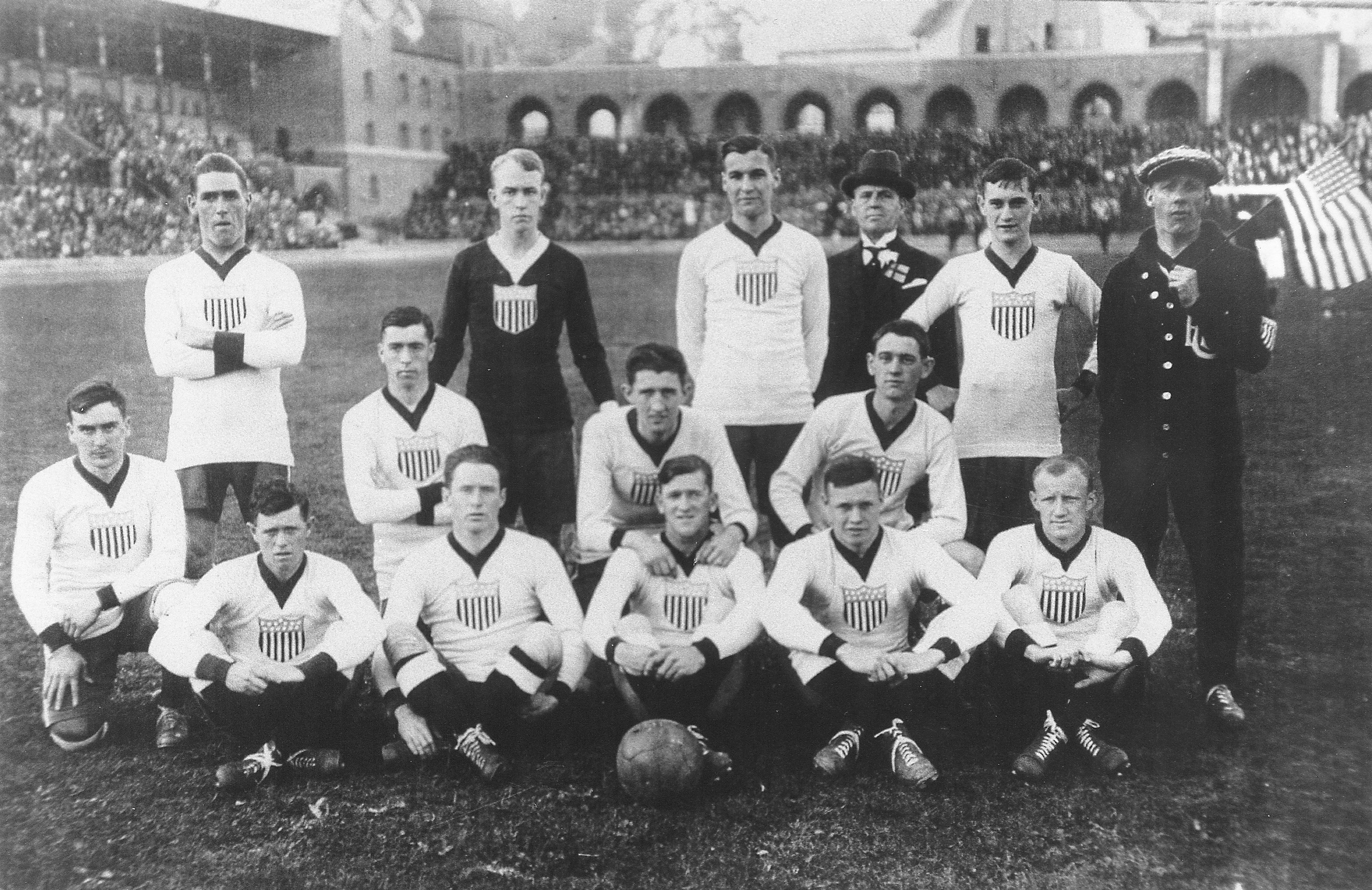
Первый матч сборной США в 1916 году

Затем были почти 12 лет без игр. Только 20 августа 1916 года команда провела свой следующий матч; это было в Стокгольме, американцам противостояли хозяева поля, шведы, и в итоге гости взяли верх 3:2; этот матч принято считать первым официальным в истории команды (не учитывая результаты клубов на Олимпиаде в Сент-Луисе) и первым победным. Через несколько дней они сыграли вничью с норвежцами в Кристиании (1:1). После чего последовало ещё восемь лет без игр.
В мае 1924 года американцы приехали на Олимпиаду в Париже. Это был уже, в отличие от турнира в Сент-Луисе 20-летней давности, полноценный турнир на выбывание с участием 16-ти команд. В первом круге американцы обыграли Эстонию 1:0 благодаря голу Стрейдена, одного из лучших форвардов США того времени, а во втором уступили 0:3 уругвайцам, будущим чемпионам турнира, сильнейшей команде того времени, два гола в их ворота забил Петроне, ставший лучшим бомбардиром того турнира с 8-ю голами, один — Скароне. В том же 1924 году американцы провели ещё два матча, оба товарищеских. На следующий год американцы сыграли два товарищеских матча с принципиальными соперниками — канадцами, примечательных главным образом тем, что в них сыграл один из лучших бомбардиров мира своего времени, незабвенный Арчи Старк, и тем, что подобные матчи вообще стали проводиться сколько-нибудь регулярно; в первом матче (0:1 в пользу Канады) Старк не забил, во втором же внёс решающий вклад в победу команды, забив пять голов, и США победили 6:1.
В 1928 году на Олимпиаде команда потерпела одно из самых крупных поражений в своей истории, уступив серебряным призёрам тех Игр аргентинцам 2:11. Великие форварды южноамериканцев не оставили никаких шансов сопернику, не по одному разу отличились Мануэль Феррейра, Доминго Тараскони, Раймундо Орси и Роберто Черро.
Впрочем, уже через два года произошло событие, ставшее самой славной страницей в истории команды. На первом в истории чемпионате мира команда дошла до полуфинала. В группе с одинаковым счётом 3:0 были обыграны Бельгия и Парагвай, а в полуфинале команда уступила 1:6 аргентинцам, которые за два года кардинально сменили состав, что не отразилось на качестве их игры. Четыре мяча забил форвард американцев Берт Пэтноуд, из них три в ворота Парагвая, тем самым он стал первым, кто сделал хет-трик на чемпионате мира. Два гола за США на том ЧМ забил Барт Макги, ещё один — Джим Браун. Капитаном команды был Том Флори, тренером — Роберт Миллар.
На следующем чемпионате мира, в 1934 году, американцы уступили в первом же раунде со счётом 1:7 великолепным итальянцам, руководимым Витторио Поццо, хет-трик в ворота США оформил Анджело Скьявио, также отличились Раймундо Орси (дважды), Джованни Феррари и Джузеппе Меацца. От состава 4-летней давности у США остался только Флори, а достойно противостоять итальянцам на том турнире, домашнем для них, не мог вообще никто (отметим, что уругвайцы на тот турнир не ездили), и они стали чемпионами. Через два года на Олимпиаде соперниками США в первом раунде снова стали лидеры мирового футбола тех лет итальянцы. На сей раз американцы держались намного достойней, но всё же уступили 0:1, пропустив гол от Аннибале Фросси.
Американцы отказались участвовать в отборе на ЧМ-1938. Впрочем, к тому времени футбол в стране уже пришёл в упадок, команда не претендовала на серьёзные результаты. У команды была серия из 13-ти подряд проигранных поединков в 1934—1948 годах. Также в течение почти 10 лет американцы не играли матчей вообще (1937—1947 гг.), одной из причин чего была Вторая мировая война, сделавшая невозможной выездные игры в Европе, другим фактором стал низкий интерес к футболу в самих США. В сентябре 1948 г. американцы наконец прервали серию поражений, трижды подряд победив сборную Израиля. За несколько месяцев до этого они потерпели очередное крупное поражение от Италии — на ОИ-1948 — 0:9.
На ЧМ-1950 команда не смогла выйти из группы, проиграв два матча из трёх — испанцам (1:3) и чилийцам (2:5); в третьем же матче американцы сенсационно переиграли одну из сильнейших команд мира — Англию — со счётом 1:0 благодаря голу Джо Гатьенса. Эта победа, получившая название «Чудо на траве» (англ. Miracle on Grass), стала одной из ярчайших страниц в истории футбола в США. Следующего участия в чемпионате мира американцам пришлось ждать ровно сорок лет.
В последующие годы в футболе США наступил упадок. До конца 1980-х годов команда не показала сколько-нибудь серьёзных результатов, обыгрывая в основном таких же аутсайдеров, каковой была сама, и неизменно уступая сильным сборным. В 1983 году команда была в порядке эксперимента заявлена в футбольную лигу США и Канады для клубов — NASL — под названием Team America; этот уникальный в истории мирового футбола эксперимент себя не оправдал — команда финишировала на последнем месте в лиге. Вообще заметим, что тогдашний подъём клубного футбола в США, связанный с NASL и с выступавшими в ней великими легионерами (Пеле, Франц Беккенбауэр, Карлос Алберто Торрес, Йохан Нескенс, Теофило Кубильяс, Йохан Кройф, Джордж Бест и др.), никак не сказался на результатах сборной, остававшихся стабильно плохими.
Подъём команды начался в 1989 году, когда она заняла 2-е место в Чемпионате наций КОНКАКАФ и уступила только по дополнительным показателям команде Коста-Рики, но именно благодаря этому успеху американцы получили право выступить на ЧМ-1990. Путёвку они оформили только в последнем туре, переиграв в очной встрече прямых конкурентов в лице сборной Тринидада и Тобаго со счётом 1:0. Автором единственного гола стал Пол Калиджури, а этот гол стал известен в спортивной прессе под названием «удар, который слышал весь мир» (англ. Shot heard round the world). Однако на ЧМ американцы проиграли все три матча в группе.
В 1991 году американцы выиграли Золотой кубок КОНКАКАФ. По ходу турнира они взяли реванш у Коста-Рики (3:2), обыграли (2:0) мексиканцев, которым до того постоянно проигрывали, а в финале выиграли по пенальти у Гондураса (0:0; пен. 4:3). В 1992 году команда заняла 3-е место в Кубке короля Фахда. Отметим, что всех этих успехов достигла страна, в которой, после роспуска NASL в конце 1984 года, не было национальной лиги (она будет создана в 1996 году под названием MLS). Затем был домашний ЧМ-1994. Команда вышла из группы с 3-го места, одержав победу над Колумбией (2:1), сведя вничью (1:1) матч со швейцарцами и уступив румынам (0:1). В 1/8 финала американцы уступили будущим победителям турнира бразильцам со счётом 0:1 после гола Бебето. Этот турнир резко увеличил популярность футбола в США.
В последующие годы из числа успехов команды можно выделить 4-е место на Кубке Америки-1995, где они сенсационно обыграли 3:0 Аргентину; несколько чемпионств и призовых мест в Золотом кубке КОНКАКАФ; 3-е место в Кубке конфедераций-1999; выход в 1/4 финала на ЧМ-2002, где американцы обыграли португальцев (3:2) и мексиканцев (2:0), а затем были выбиты из турнира немцами благодаря голу Михаэля Баллака, отличную игру на том турнире показали, в частности, Брайан Макбрайд и Лэндон Донован, забившие по два мяча. С другой стороны, на ЧМ-1998 и ЧМ-2006 американцы не смогли выйти из группы. На Кубке конфедераций 2009 американцы сенсационно обыграли действующих чемпионов Европы испанцев в полуфинале со счётом 2:0 благодаря голам Джози Алтидора и Клинта Демпси, а в финале вели по ходу матча с бразильцами 2:0 (Демпси, Донован), но затем всё же уступили им после того, как блиставший на том турнире Луис Фабиано оформил дубль, а затем ещё один, победный, мяч забил Лусио. На ЧМ по футболу в ЮАР сборная США в группе C сыграла вничью с Англией (1:1) и Словенией (2:2), а затем обыграла Алжир (1:0) и попала в 1/8 финала, где в дополнительное время уступила сборной Ганы (1:2).
В июне 2011 года сборная США стала вторым призёром Золотого кубка КОНКАКАФ, который принимала на своей территории, а через месяц главным тренером сборной был назначен Юрген Клинсман. Под его руководством сборная США смогла выиграть Золотой кубок КОНКАКАФ 2013 и квалифицироваться на Чемпионат мира 2014. На ЧМ-2014 команда США играла в одной группе с Ганой (2:1), Португалией (2:2) и Германией (0:1) и смогла квалифицироваться в 1/8 финала, где уступила Бельгии в дополнительное время (1:2). Вратарь команды Тим Ховард совершил 16 сэйвов в этом матче, установив абсолютный рекорд чемпионатов мира.
После поражений в первых двух матчах финальной стадии отборочного турнира ЧМ-2018 от сборных Мексики (1:2) и Коста-Рики (0:4) и нахождением в связи с этим сборной США на последнем месте в турнирной таблице КОНКАКАФ Клинсман подвергся критике и 21 ноября 2016 года был уволен с постов главного тренера и технического директора команды. На решение также повлияло крайне неуспешное за последние две декады выступление команды в Золотом кубке КОНКАКАФ 2015 и последующий проигрыш Мексике в матче за выход в Кубок конфедераций 2017. Сменивший его Брюс Арена, однако, не справился со своей миссией. 10 октября 2017 года сборная США проиграла немотивированной сборной Тринидада и Тобаго со счётом 1:2 и в связи с результатами параллельных матчей не попала на чемпионат мира (последний раз такое случалось в 1986 году).

## Текущий состав
Следующие игроки были вызваны в состав сборной главным тренером Маурисио Почеттино для участия в матчах Лиги Наций КОНКАКАФ против сборных Панамы и Канады, которые прошли 21 и 24 марта 2025 года.
Игры и голы приведены по состоянию на 25 мая 2025 года:
-->

| 1  | Вр  | Мэтт Тернер           | 24 июня 1994 (31 год)      | 51 | —  | Кристал Пэлас          |  |  |
| 18 | Вр  | Патрик Шулти          | 13 марта 2001 (24 года)    | 3  | —  | Коламбус Крю           |  |  |
| 22 | Вр  | Зак Стеффен           | 2 апреля 1995 (30 лет)     | 30 | —  | Колорадо Рэпидз        |  |  |
|    |     |                       |                            |    |    |                        |  |  |
| 2  | Защ | Кэмерон Картер-Викерс | 31 декабря 1997 (27 лет)   | 19 | 0  | Селтик                 |  |  |
| 2  | Защ | Остон Трасти          | 12 августа 1998 (26 лет)   | 4  | 0  | Селтик                 |  |  |
| 3  | Защ | Крис Ричардс          | 28 марта 2000 (25 лет)     | 24 | 1  | Кристал Пэлас          |  |  |
| 5  | Защ | Энтони Робинсон       | 8 августа 1997 (27 лет)    | 50 | 4  | Фулхэм                 |  |  |
| 13 | Защ | Тим Рим               | 5 октября 1987 (37 лет)    | 68 | 1  | Шарлотт                |  |  |
| 17 | Защ | Марлон Фосси          | 9 сентября 1998 (26 лет)   | 2  | 0  | Стандард               |  |  |
| 19 | Защ | Джо Скалли            | 31 декабря 2002 (22 года)  | 21 | 0  | Боруссия Мёнхенгладбах |  |  |
| 20 | Защ | Марк Маккензи         | 25 февраля 1999 (26 лет)   | 19 | 0  | Тулуза                 |  |  |
|    |     |                       |                            |    |    |                        |  |  |
| 4  | ПЗ  | Тайлер Адамс          | 14 февраля 1999 (26 лет)   | 44 | 2  | Борнмут                |  |  |
| 5  | ПЗ  | Максимилиан Арфстен   | 19 апреля 2001 (24 года)   | 3  | 0  | Коламбус Крю           |  |  |
| 6  | ПЗ  | Юнус Муса             | 29 ноября 2002 (22 года)   | 47 | 1  | Милан                  |  |  |
| 7  | ПЗ  | Джованни Рейна        | 13 ноября 2002 (22 года)   | 32 | 8  | Боруссия               |  |  |
| 8  | ПЗ  | Уэстон Маккенни       | 28 августа 1998 (26 лет)   | 60 | 11 | Ювентус                |  |  |
| 11 | ПЗ  | Таннер Тессманн       | 24 сентября 2001 (23 года) | 8  | 0  | Олимпик Лион           |  |  |
| 12 | ПЗ  | Джек Макглинн         | 7 июля 2003 (22 года)      | 0  | 0  | Хьюстон Динамо         |  |  |
| 14 | ПЗ  | Диего Луна            | 7 сентября 2003 (21 год)   | 4  | 0  | Реал Солт-Лейк         |  |  |
| 15 | ПЗ  | Джонни Кардозо        | 20 сентября 2001 (23 года) | 18 | 0  | Реал Бетис             |  |  |
|    |     |                       |                            |    |    |                        |  |  |
| 9  | Нап | Джош Сарджент         | 20 февраля 2000 (25 лет)   | 28 | 5  | Норвич Сити            |  |  |
| 10 | Нап | Кристиан Пулишич      | 18 сентября 1998 (26 лет)  | 78 | 32 | Милан                  |  |  |
| 16 | Нап | Патрик Аджиманг       | 7 ноября 2000 (24 года)    | 4  | 3  | Шарлотт                |  |  |
| 21 | Нап | Тимоти Веа            | 22 февраля 2000 (25 лет)   | 44 | 7  | Ювентус                |  |  |
| 23 | Нап | Брайан Уайт           | 3 февраля 1996 (29 лет)    | 4  | 1  | Ванкувер Уайткэпс      |  |  |

## Рекордсмены
| Позиция | Игрок           | Матчи | Голы | Период    |
| ------- | --------------- | ----- | ---- | --------- |
| 1       | Коби Джонс      | 164   | 15   | 1992—2004 |
| 2       | Лэндон Донован  | 157   | 57   | 2000—2014 |
| 3       | Майкл Брэдли    | 151   | 17   | 2006—2019 |
| 4       | Клинт Демпси    | 141   | 57   | 2004—2017 |
| 5       | Джефф Эйгус     | 134   | 4    | 1988—2003 |
| 6       | Марсело Бальбоа | 127   | 13   | 1988—2000 |
| 7       | Дамаркус Бизли  | 126   | 17   | 2001—2017 |
| 8       | Тим Ховард      | 121   | 0    | 2002—2017 |
| 9       | Джози Алтидор   | 115   | 42   | 2007—2019 |
| 10      | Клаудио Рейна   | 112   | 8    | 1994—2006 |

| Позиция | Игрок            | Голы | Матчи | Период     |
| ------- | ---------------- | ---- | ----- | ---------- |
| 1       | Клинт Демпси     | 57   | 141   | 2004—2017  |
| 1       | Лэндон Донован   | 57   | 157   | 2000—2014  |
| 3       | Джози Алтидор    | 42   | 115   | 2007—2019  |
| 4       | Эрик Виналда     | 34   | 106   | 1990—2000  |
| 5       | Кристиан Пулишич | 32   | 78    | 2016—н. в. |
| 6       | Брайан Макбрайд  | 30   | 95    | 1993—2006  |
| 7       | Джо-Макс Мур     | 24   | 100   | 1992—2002  |
| 8       | Брюс Мюррей      | 21   | 85    | 1985—1993  |
| 9       | Эдди Джонсон     | 19   | 63    | 2004—2014  |
| 10      | Эрни Стюарт      | 17   | 101   | 1990—2004  |
| 10      | Дамаркус Бизли   | 17   | 126   | 2001—2017  |
| 10      | Майкл Брэдли     | 17   | 151   | 2006—2019  |

## Тренерский штаб
| Должность                  | Тренер               |
| -------------------------- | -------------------- |
| Главный тренер             | Маурисио Почеттино   |
| Ассистент главного тренера | Хесус Перес          |
| Ассистент главного тренера | Мигель Д’Агостино    |
| Тренер вратарей            | Тони Хименес         |
| Тренер по развитию техники | Джанни Вио           |
| Тренер по физподготовке    | Себастьяно Почеттино |

## Известные игроки
Источник: Зал славы футбола США
- Фредди Аду
- Джози Алтидор
- Марсело Бальбоа
- Уолтер Бар
- Дамаркус Бизли
- Карлос Боканегра
- Фрэнк Борги
- Питер Вермес
- Эрик Виналда
- Александер Вуд
- Джош Волфф
- Джо Гатьенс
- Клинт Демпси
- Коби Джонс
- Эдди Джонсон
- Лэндон Донован
- Томас Дули
- Пол Калиджури
- Кейси Келлер
- Бобби Конви
- Алекси Лалас
- Брайан Макбрайд
- Барт Макги
- Эд Макилвенни
- Пабло Мастроени
- Тони Меола
- Джо-Макс Мур
- Брюс Мюррей
- Джон О’Брайен
- Крис Олбрайт
- Огучи Оньеву
- Берт Пэтноуд
- Уго Перес
- Эдди Поуп
- Преки
- Анте Разов
- Таб Рамос
- Клаудио Рейна
- Арчи Старк
- Эрни Стюарт
- Том Флори
- Брэд Фридель
- Маркус Ханеманн
- Фрэнки Хейдук
- Тим Ховард
- Стив Черандоло
- Брайан Чинг
- Джефф Эйгус

## Список тренеров
- Томас Кэхилл (1916—1924)
- Джордж Берфорд (1924—1925; 1928)
- / Нэт Агар (1925—1926)
- Роберт Миллар (1929—1933)
- Дэвид Гулд (1933—1934)
- Билл Ллойд (1934—1937)
- Эндрю Браун (1947—1948)
- Уолтер Гислер (1948—1949)
- Билл Джеффри (1949—1952)
- Вуд, Джон[англ.] (1952—1953)
- Эрнё Шварц (1953—1955)
- / Джордж Мейер (1957; 1965)
- // Джим Рид (1959—1961)
- Джон Хербергер (1964)
- Фил Вуснам (1968)
- Гордон Джейго (1969)
- Боб Кио (1971—1972)
- Макс Восняк (1973)
- Джин Чижович (1973)
- Гордон Брэдли (1973)
- Деттмар Крамер (1974)
- Эл Миллер (1975)
- Манни Шеллшайдт (1975)
- Уолтер Чижович (1976—1980)
- Боб Ганслер (1982; 1989—1991)
- Алкетас Панагулиас (1983—1985)
- / Лотар Озиандер (1986—1988)
- Джон Ковальский (1991, и. о.)
- / Бора Милутинович (1991—1995)
- Стив Сэмпсон (1995—1998)
- Брюс Арена (1998—2006)
- Боб Брэдли (2006—2011)
- Юрген Клинсман (2011—2016)
- Брюс Арена (2016—2017)
- Дейв Саракан (2017—2018, и. о.)
- Грегг Берхалтер (2018—2022)
- / Энтони Хадсон (2023, и. о.)
- Грегг Берхалтер (2023—2024)
- Майки Варас (2024, и. о.)
- Маурисио Почеттино (2024—н. в.)

## Участие в турнирах

### Чемпионаты мира
| Чемпионат мира | Чемпионат мира         | Чемпионат мира         | Чемпионат мира         | Чемпионат мира         | Чемпионат мира         | Чемпионат мира         | Чемпионат мира         | Чемпионат мира         |
| Год            | Раунд                  | Место                  | И                      | В                      | Н                      | П                      | ГЗ                     | ГП                     |
| -------------- | ---------------------- | ---------------------- | ---------------------- | ---------------------- | ---------------------- | ---------------------- | ---------------------- | ---------------------- |
| 1930           | Полуфинал              | 3-е                    | 3                      | 2                      | 0                      | 1                      | 7                      | 6                      |
| 1934           | Первый раунд           | 16-е                   | 1                      | 0                      | 0                      | 1                      | 1                      | 7                      |
| 1938           | Отозвала заявку        | Отозвала заявку        | Отозвала заявку        | Отозвала заявку        | Отозвала заявку        | Отозвала заявку        | Отозвала заявку        | Отозвала заявку        |
| 1950           | Групповой этап         | 10-е                   | 3                      | 1                      | 0                      | 2                      | 4                      | 8                      |
| 1954 по 1986   | Не прошла квалификацию | Не прошла квалификацию | Не прошла квалификацию | Не прошла квалификацию | Не прошла квалификацию | Не прошла квалификацию | Не прошла квалификацию | Не прошла квалификацию |
| 1990           | Групповой этап         | 23-е                   | 3                      | 0                      | 0                      | 3                      | 2                      | 8                      |
| 1994           | 1/8 финала             | 14-е                   | 4                      | 1                      | 1                      | 2                      | 3                      | 4                      |
| 1998           | Групповой этап         | 32-е                   | 3                      | 0                      | 0                      | 3                      | 1                      | 5                      |
| 2002           | 1/4 финала             | 8-е                    | 5                      | 2                      | 1                      | 2                      | 7                      | 7                      |
| 2006           | Групповой этап         | 25-е                   | 3                      | 0                      | 1                      | 2                      | 2                      | 6                      |
| 2010           | 1/8 финала             | 12-е                   | 4                      | 1                      | 2                      | 1                      | 5                      | 5                      |
| 2014           | 1/8 финала             | 15-е                   | 4                      | 1                      | 1                      | 2                      | 5                      | 6                      |
| 2018           | Не прошла квалификацию | Не прошла квалификацию | Не прошла квалификацию | Не прошла квалификацию | Не прошла квалификацию | Не прошла квалификацию | Не прошла квалификацию | Не прошла квалификацию |
| 2022           | 1/8 финала             | 14-е                   | 4                      | 1                      | 2                      | 1                      | 3                      | 4                      |
| 2026           | Хозяева турнира        |                        |                        |                        |                        |                        |                        |                        |
| Всего          | 12/23                  | 3-е                    | 37                     | 9                      | 8                      | 20                     | 40                     | 66                     |

### Олимпийские игры
| - 1900 — не участвовала - 1904 — 2-е и 3-е места - с 1908 по 1920 — не участвовала - 1924 — выход в 1/8 финала - 1928 — вылет в 1-м круге - 1936 — вылет в 1-м круге - 1948 — вылет в 1-м круге | - 1952 — вылет в 1-м круге - 1956 — вылет в 1/4 финала - с 1960 по 1968 — не участвовала - 1972 — групповой этап - 1976, 1980 — не участвовала - 1984 — групповой этап - 1988 — групповой этап |

### Кубок конфедераций
| - 1992 (Кубок короля Фахда) — 3-е место - 1999 — 3-е место | - 2003 — групповой этап - 2009 — 2-е место |

### Кубок Америки
(трижды участвовала как приглашённая команда, дважды как хозяин турнира)
| - 1993 — групповой этап - 1995 — 4-е место | - 2007 — групповой этап - 2016 — 4-е место | - 2024 — групповой этап |

### Золотой кубок КОНКАКАФ
Чемпионат наций КОНКАКАФ
| - с 1963 по 1967 — не участвовала - 1969 — не прошла квалификацию - 1971 — не участвовала | - с 1973 по 1981 — не прошла квалификацию - 1985 — 1-й групповой этап - 1989 — 2-е место |

Золотой кубок КОНКАКАФ
| - 1991 — чемпион - 1993 — 2-е место - 1996 — 3-е место - 1998 — 2-е место - 2000 — 1/4 финала - 2002 — чемпион - 2003 — 3-е место - 2005 — чемпион - 2007 — чемпион | - 2009 — 2-е место - 2011 — 2-е место - 2013 — чемпион - 2015 — 4-е место - 2017 — чемпион - 2019 — 2-е место - 2021 — чемпион - 2023 — 1/2 финала |

### Лига наций КОНКАКАФ
- 2020 — чемпион
- 2023 — чемпион

## Форма сборной

### Домашняя
| 1930                | 1950                      | 1980                      | 1980—1983                 | 1983                | 1984—1985                  | 1989—1990           | 1990—1991 · КОНКАКАФ 1991 | 1991—1994 · КОНКАКАФ 1993 | ЧМ-1994                   | 1995—1998 · КОНКАКАФ 1998 |
| 1998—2000 · ЧМ-1998 | 2000—2002 · КОНКАКАФ 2002 | 2002—2004 · ЧМ-2002       | 2004—2006 · КОНКАКАФ 2005 | 2006—2007 · ЧМ-2006 | 2008—2010 · КОНКАКАФ 2009  | 2010—2012 · ЧМ-2010 | 2012—2013 · КОНКАКАФ 2013 | 2013 · ЧМ-2014            | 2014—2015 · КОНКАКАФ 2015 | 2016—2017                 |
| КОНКАКАФ 2017       | 2018—2019 · КОНКАКАФ 2019 | 2020—2022 · КОНКАКАФ 2021 | 2022—2024 · ЧМ-2022       | 2024—2025 · КА-2024 | 2025—н. в. · КОНКАКАФ 2025 |                     |                           |                           |                           |                           |

### Гостевая
| 1980                      | 1984—1985           | 1990—1991 · КОНКАКАФ 1991  | 1991—1994 · КОНКАКАФ 1993 | ЧМ-1994   | 1995—1998 · КОНКАКАФ 1998 | 1998—2000 · ЧМ-1998 | 2000—2002 · КОНКАКАФ 2002 | 2002—2004 · ЧМ-2002 | 2004—2006 · КОНКАКАФ 2005 | 2006—2007 · ЧМ-2006 |
| 2008—2010 · КОНКАКАФ 2009 | 2010—2012 · ЧМ-2010 | 2012—2013 · КОНКАКАФ 2013  | 2014—2015 · ЧМ-2014       | 2015—2016 | 2016—2017                 | 2018—2019           | 2019—2020 · КОНКАКАФ 2019 | 2020—2021           | 2021—2022 · КОНКАКАФ 2021 | 2022—2024 · ЧМ-2022 |
| 2023—2024 · КОНКАКАФ 2023 | 2024—2025 · КА-2024 | 2025—н. в. · КОНКАКАФ 2025 |                           |           |                           |                     |                           |                     |                           |                     |

### Резервная
| 1995—1996 | 2010—2012 | 2017 |

Источники:,